# Episoriculus fumidus
Episoriculus fumidus es una especie de musaraña de la familia soricidae.

## Distribución geográfica
Vive en Taiwán.